# Saison 8 de Secrets d'histoire
La huitième saison de Secrets d'histoire est une émission de télévision historique présentée par Stéphane Bern.
Elle est diffusée du 25 février au 25 novembre 2014 sur France 2.

## Principe de l’émission
Chaque numéro retrace la vie d'un grand personnage de l'Histoire et met en lumière des lieux hautement emblématiques du patrimoine.
Le reportage est constitué d'images d'archives, de reconstitutions, d'extraits de films et iconographies, ainsi que d'entretiens avec des spécialistes (historiens, écrivains, conservateurs...). Des plateaux sont également réalisés en extérieur dans différents lieux liés au sujet évoqué.

## Liste des épisodes inédits

### Nicolas II, le dernier tsar de Russie

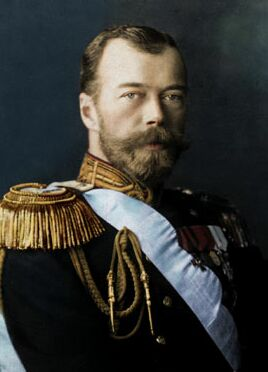
Portrait de Nicolas II (1912).

#### Description
À l'occasion du quatre centième anniversaire de la dynastie des Romanov, ce numéro retrace le destin du dernier tsar de Russie, Nicolas II, dont le règne est jalonné de drames (attentats, fiascos militaires etc.),.
Le reportage revient également sur l'influence de l'aventurier Raspoutine sur le tsar et sur la Révolution de février 1917, le tout agrémenté de visites dans les différents palais de Saint-Pétersbourg,.

#### Première diffusion
- France : 25 février 2014

#### Accueil critique
Le magazine Télé-Loisirs note : « Une plongée extraordinaire au cœur de cette famille légendaire, agrémentée d'images sublimes des palais de Saint-Pétersbourg ».

#### Lieux de tournage
Parmi les lieux visités par l'émission, on retrouve notamment les palais de Saint-Pétersbourg comme le Palais Anitckov, et le musée national de la Céramique de Sèvres,.

#### Liste des principaux intervenants
- Hélène Carrère d'Encausse - historienne
- Vladimir Fédorovski - biographe
- Pierre Gonneau - historien
- Cyrille Boulay - historien de l'art
- Marc Ferro - écrivain
- Emmanuel Ducamp - historien
- Alexandra Tatrova - conservatrice du palais Anitckov
- Alexandre Orlov - ambassadeur
- Alexandre Jevakhoff - historien
- Coralie Coscino - archiviste au musée national de la Céramique de Sèvres
- Lorraine de Meaux - historienne
- Wladimir Berelowitsch - historien
- Marie-Pierre Rey - historienne[1],[6]

### François-Ferdinand ou la fin du monde

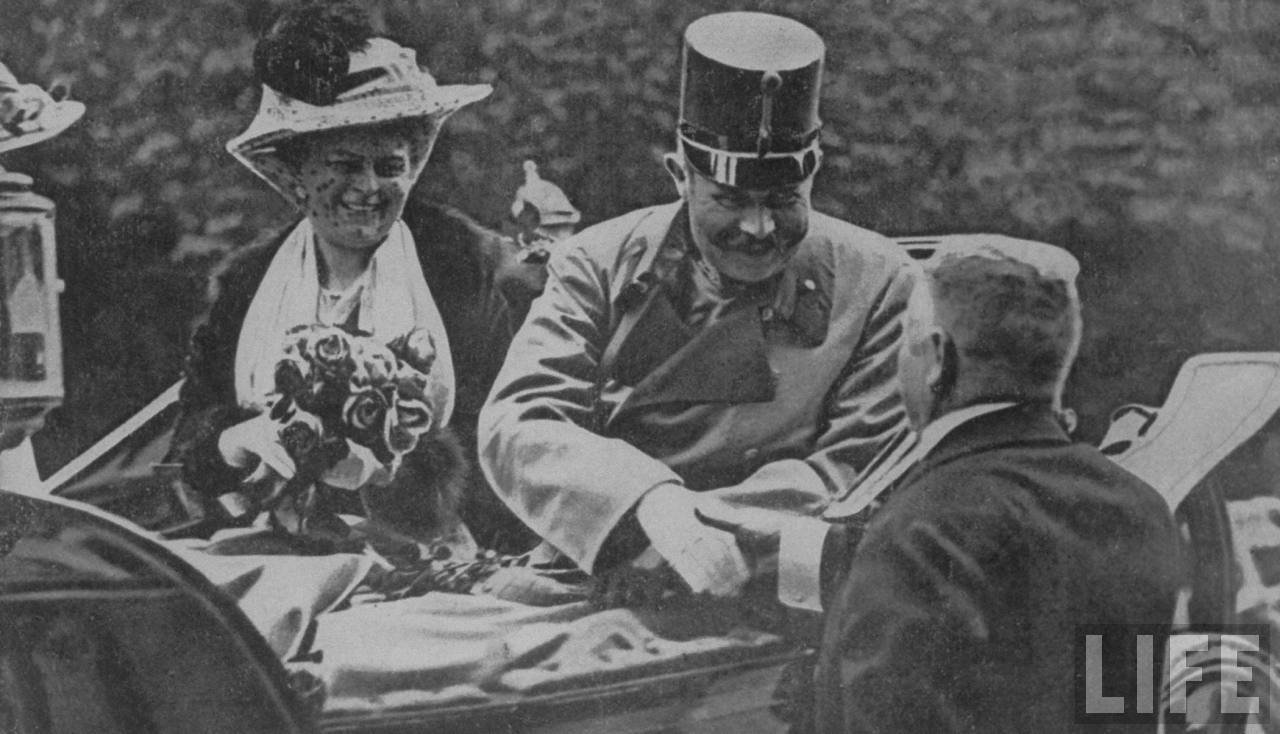
François-Ferdinand et Sophie Chotek à Sarajevo le 28 juin 1914.

#### Description
À l'occasion du centenaire du début de la Première Guerre mondiale, ce numéro retrace le destin de l'archiduc François-Ferdinand d'Autriche, assassiné à Sarajevo le 28 juin 1914,.
Diffusé en direct depuis la Bibliothèque nationale de Sarajevo, le reportage revient notamment sur son parcours, depuis le suicide de son cousin Rodolphe jusqu'à sa fin tragique, ainsi que sur son mariage avec la comtesse Sophie Chotek et ses relations avec ses enfants,.

#### Première diffusion
- France : 28 juin 2014

#### Accueil critique
Le magazine Télé-Loisirs note : « Un numéro absolument fabuleux qui, en plus du récit fascinant du parcours de l'archiduc, ouvre les portes des plus grands palais autrichiens ».

#### Lieux de tournage
Parmi les lieux visités par l'émission, on retrouve notamment les châteaux de Zakupy et Konopiště en République tchèque, les palais du Belvédère et la résidence de Hofburg à Vienne et le Château d'Artstetten en Autriche,.

#### Liste des principaux intervenants
- Jean Sévillia - écrivain et journalistre
- Jean-Christophe Buisson - journaliste
- Slobodan Soja - historien et ancien ambassadeur de Bosnie en France
- Helena Tomankova - guide au château de Prague
- Renate Zedinger - historienne
- Peter Weiss - directeur du château de Zakupy
- Caroline Messensee - historienne de l'art
- Axel Steinmann - conservateur au musée d'ethnologie de Vienne,
- Vojtech Blodig - directeur adjoint de la forteresse de Terezin
- Jean-Louis Thiériot - biographe
- Jean-Paul Bled - historien et biographe[10],[12]

### Danton, aux armes citoyens!

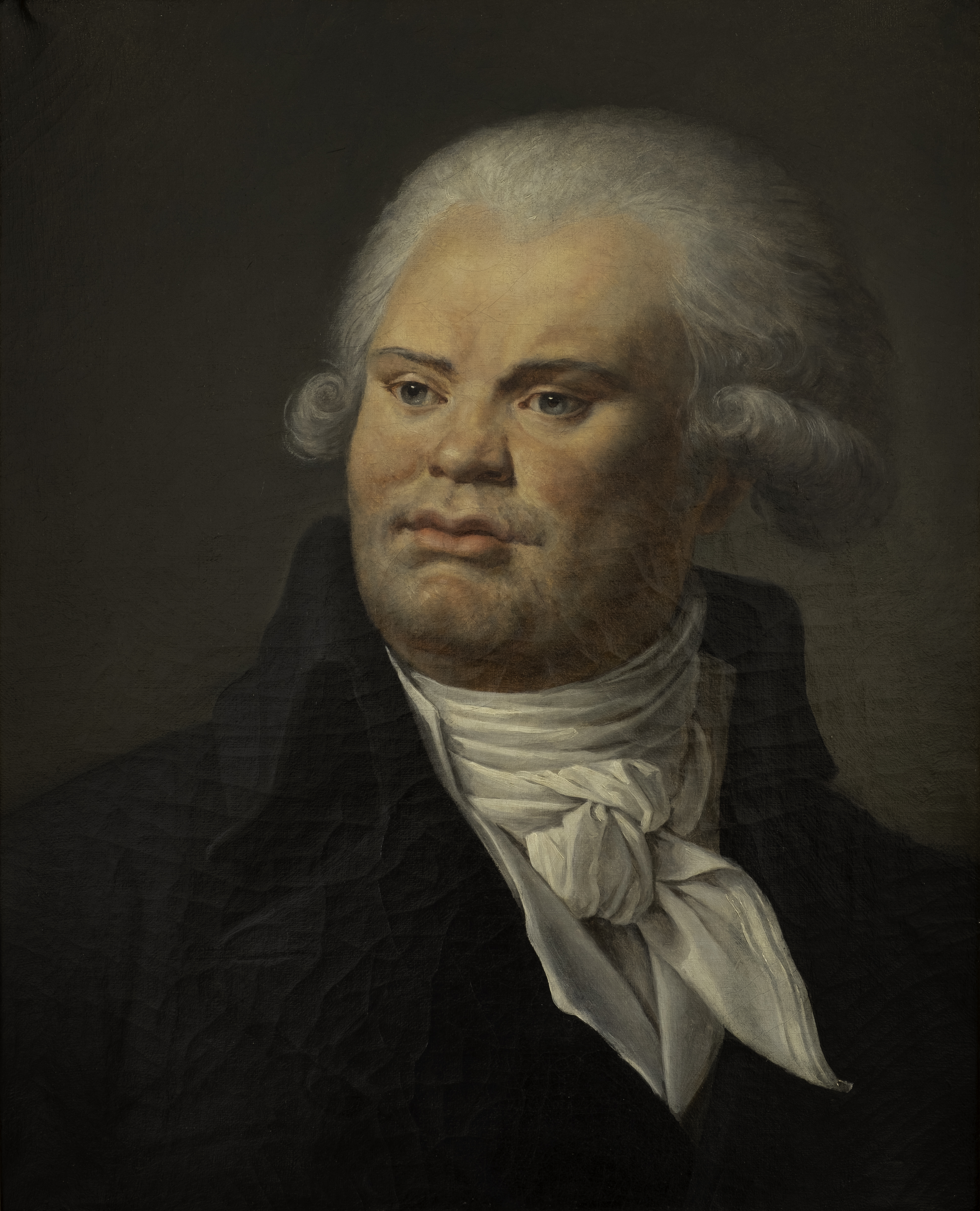
Portrait de Danton par Constance-Marie Charpentier, musée Carnavalet, 1792.

#### Description
Depuis le moulin de Valmy, où l’armée française remporte une victoire décisive contre les Prussiens en 1792, ce numéro dresse le portrait de Georges Jacques Danton, homme politique français et figure de la Révolution française,.
En retraçant son parcours, le reportage s'attarde sur quelques-uns des moments forts de la Révolution française : la prise des Tuileries, les massacres de septembre 1792, la Bataille de Valmy, le vol des bijoux de la couronne, la détention de Louis XVI dans la prison du Temple, l'invention de la guillotine ou encore le duel entre Danton et Fouquier-Tinville devant le tribunal révolutionnaire,.

#### Diffusions
- France : 14 juillet 2014
- France : 5 juillet 2016 (rediffusion)[15]

#### Accueil critique
Le magazine Télé-Loisirs note : «  Un vibrant hommage au courage et à la personnalité de Danton grâce à des images de fiction et des anecdotes très fortes ».
De son côté, le journal La Croix note : « Le documentaire n’est pas très complet. Il s’attarde sur l’invention de la guillotine, sur l’histoire des condamnations à mort, insiste sur le procès du roi et privilégie les interventions des spécialistes très brèves. Tout cela crée une histoire un peu anecdotique, qui aiguise la curiosité, mais ne l’étanche pas ».

#### Lieux de tournage
Parmi les lieux visités par l'émission, on retrouve notamment le moulin de Valmy, le Musée de la Révolution française et le Musée du Barreau de Paris,.

#### Liste des principaux intervenants
- Michel de Decker - historien
- Jean Artarit - écrivain et psychiatre
- Alain-Jacques Czouz-Tornare - historien
- David Lawday - historien
- Bruno Fuligni - historien
- Jean-Christian Petitfils - historien
- Jean-Clément Martin - historien
- Alain Chevalier - Directeur du Musée de la Révolution française
- Emmanuel Pierrat - conservateur eu Musée du Barreau de Paris
- Gérard Bonn - historien[17],[19].

### Vacances royales

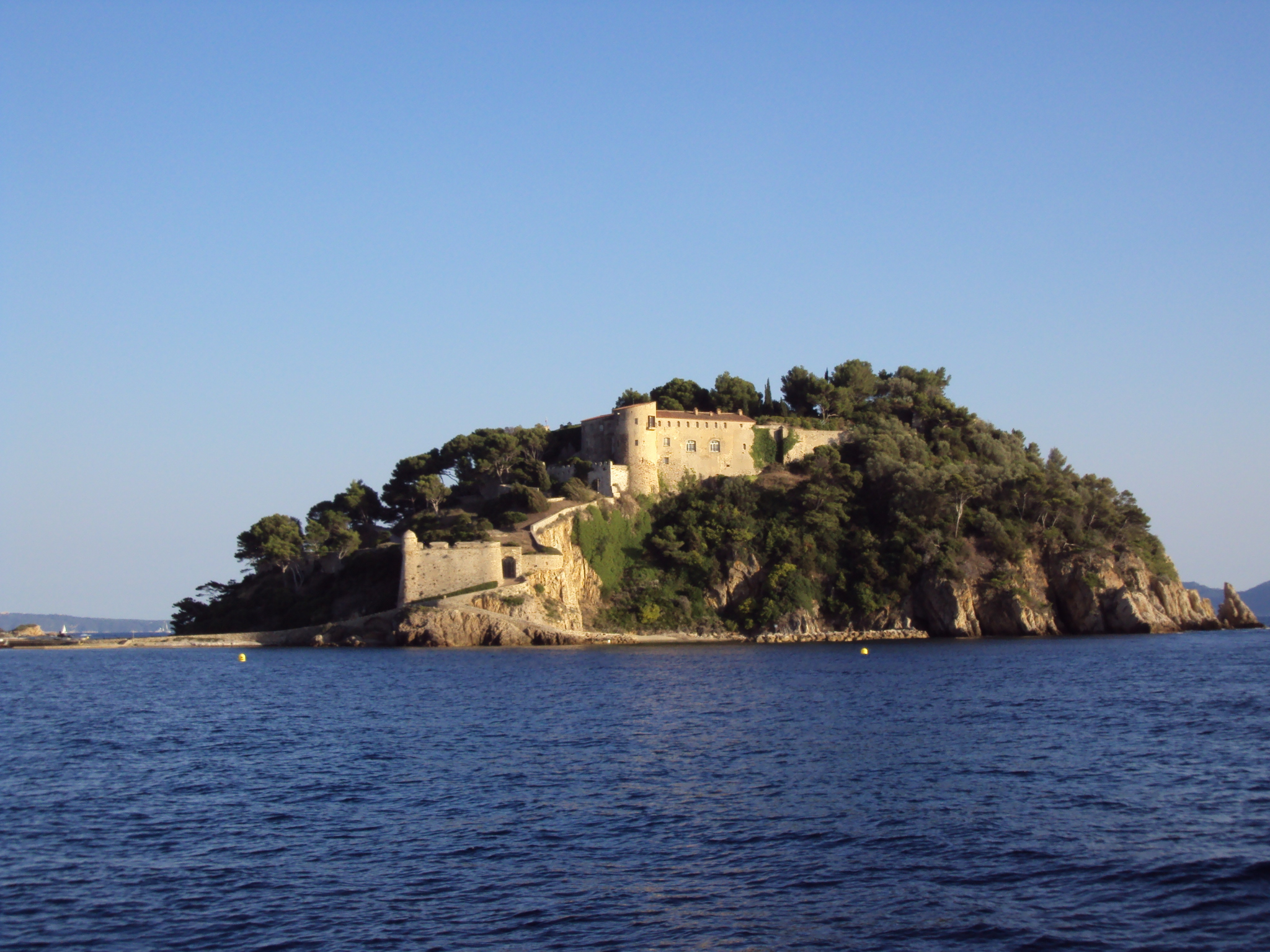
Le fort de Brégançon vu depuis la mer, avec son portail en contrebas et son châtelet d'entrée en contre-haut.

#### Description
À l'occasion de l'ouverture au public du Fort de Brégançon, ce numéro propose une visite des lieux de villégiature de personnalités royales,.
Outre le fort de Brégançon, résidence du Président de la République française depuis 1968, l’émission présente différents lieux comme le Palais de Castel Gandolfo, lieu de repos et de méditation des papes, ou le Château de Balmoral, qui fut construit par la reine Victoria. L’émission s’achève par la visite du manoir de Highgrove House, la résidence personnelle du prince Charles,.

#### Première diffusion
- France : 15 juillet 2014

#### Lieux de tournage
Parmi les lieux visités par l'émission, on retrouve notamment le Fort de Brégançon, le Palais des papes de Castel Gandolfo, le Château de Balmoral et la résidence de Highgrove House
,.

#### Liste des principaux intervenants
- Bernard Le Magoarou - Administrateur du Fort de Brégançon
- Bertrand Délais - journaliste
- Christine Clerc - journaliste
- Valéry Giscard d'Estaing – ex-président de la République[25]
- Jack Lang - ancien Ministre de la Culture
- Laurent Mortier - administrateur du château de Rambouillet
- Jean d'Haussonville - Directeur général du domaine de Chambord
- Georges Poisson - historien
- Bernard Leconte - historien
- Hervé Yannou - historien
- Sandro Barbagallo - conservateur des collections historiques du Musée du Vatican
- Osvaldo Gianoli - directeur des Villas Pontificales
- Caroline Pigozzi - journaliste
- Isabelle Rivère - écrivain et journaliste
- Béatrix de l'Aulnoit - écrivain et journaliste
- Philippe Alexandre - écrivain journaliste
- Franck Ferrand - historien
- Frances Diamond - conservateur des Archives Royales[23]

### La Pompadour ou le roi amoureux

La marquise de Pompadour par Maurice Quentin de La Tour (1748-55)
(Paris, Musée du Louvre).

#### Description
Au cours de l’été 2014, l’émission propose une série de numéros consacrés à des célèbres courtisanes. Ce premier numéro retrace ainsi le destin de Madame de Pompadour, marquise de Menars, qui fut la maîtresse du roi Louis XV entre 1745 et 1750.
L’émission raconte notamment comment cette bourgeoise parisienne est devenue marquise, comment elle a soutenu les idées des Lumières et comment elle est devenue la maîtresse du roi. Le reportage en profite pour faire découvrir au téléspectateur différents lieux de sa vie, de ses appartements de Versailles à ses résidences particulières comme l'Hôtel d’Evreux.

#### Première diffusion
- France : 22 juillet 2014

#### Accueil critique
Le magazine Télé-Loisirs note : « Une plongée absolument passionnante au cœur des stratagèmes de la cour, riche en anecdotes savoureuses ».

#### Lieux de tournage
Parmi les lieux visités par l'émission, on retrouve notamment le château de Versailles, le château de Leeuwergem, le château du Champ-de-Bataille, le château de Champs-sur-Marne, le château de Menars, l'hôtel d'Évreux à Paris et le musée du Louvre,.

#### Liste des principaux intervenants
- Évelyne Lever – historienne
- Simone Bertière - historienne
- Michel de Decker - historien
- Cécile Berly - historienne
- Catherine Salles - historienne
- Diane Ducret - historienne
- Raphaël Masson - conservateur du patrimoine au Château de Versailles
- Jean-Marie Rouart - écrivain et académicien
- Koenraad De Wolf - historien
- Camille Pascal - écrivain[28],[30]

### Agnès Sorel, première des favorites

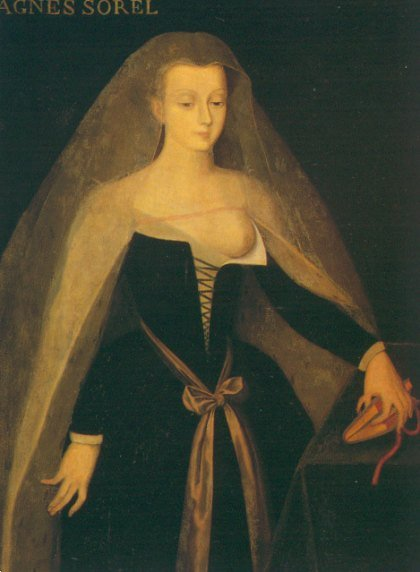
Portrait d'Agnès Sorel d'après Jean Fouquet, Château Royal de Loches.

#### Description
Dans sa série de l’été consacrée aux grandes courtisanes, l’émission propose un second numéro consacré à Agnès Sorel, demoiselle d'honneur d'Isabelle Ire de Lorraine, qui fut la favorite du roi de France Charles VII à partir de 1443,.
L’émission revient notamment sur ses tenues extravagantes et sur son goût des arts qui ont créé le scandale à la cour du royaume. Le reportage montre également comment elle a influencé la mode vestimentaire, comment elle a imposé sa façon de vivre, de se vêtir, de se maquiller,.
L’émission montre également le rôle politique qu’elle a joué, en favorisant la carrière d'hommes politiques comme Jacques Cœur ou Pierre de Brézé, et en poussant le roi Charles VII à achever la reconquête du royaume sur les Anglais,.
Diffusions
- France : 29 juillet 2014
- France : 25 janvier 2021 (rediffusion)[33]

#### Accueil critique
Le magazine Télé-Loisirs note : « Le récit fabuleux d'une histoire digne d'un conte de fées, agrémenté par des images sublimes et les explications passionnantes des historiens ».

#### Lieux de tournage
Parmi les lieux visités par l'émission, on retrouve notamment le Château de Mehun-sur-Yèvre, le château d'Ainay le Vieil, l'Abbaye de Jumièges, le Musée de l'armée des Invalides, le Musée des Arts et Métiers, la Cité royale de Loches et le Palais Jacques-Cœur de Bourges,.

#### Liste des principaux intervenants
- Gonzague Saint Bris - historien
- Françoise Kermina - historienne
- Pascal Dubrisay - biographe
- Michel de Decker - historien
- Georges Minois - historien
- Edwart Vignot - historien de l'art
- Pierre Bezbakh - historien de l'économie, Université Paris-Dauphine
- Roland Narboux - écrivain
- Serge Lepeltier - biographe
- Patrick Florencon - historien Centre des monuments nationaux
- Amable Sablon du Corail - biographe de Louis XI
- Gilles-Marie Moreau - écrivain[35],[37]

### Gloire et douleurs de Maria Callas

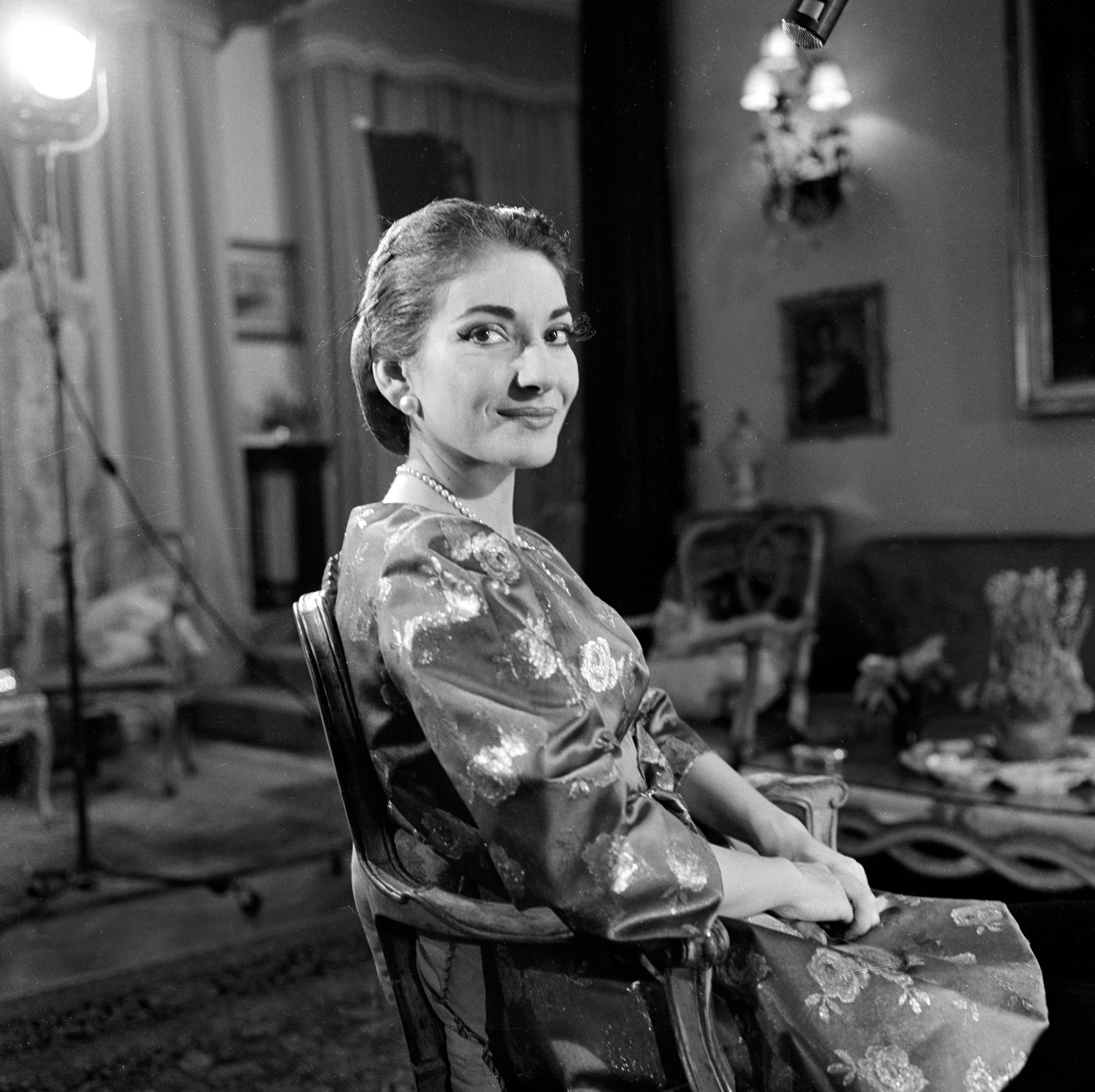
Maria Callas dans le talk show Small World avec Edward R. Murrow, 1958.

#### Description
Ce numéro retrace le destin de la cantatrice grecque Maria Callas, la diva absolue qui révolutionna l'opéra du XXe siècle en valorisant le jeu d'acteur, jusqu'alors relégué au second plan. L'émission revient sur son enfance et notamment l'importance du chant pour elle lorsqu'elle avait 8 ans.
Au travers des lieux de sa vie privée, comme son appartement parisien de l'avenue Georges-Mandel en passant par les plus célèbres lieux de l'art lyrique comme la la Scala de Milan ou les Arènes de Vérone, le reportage décrit sa carrière et sur son talent de tragédienne qui lui permit d'incarner ses personnages avec une grande intensité dramatique.
Au travers d'interview de différentes personnes de son entourage, l'émission revient également sur sa vie amoureuse, et en particulier sur son amour pour l'homme d'affaires Aristote Onassis à qui elle consacre, oubliant ses rêves de gloire.

#### Première diffusion
- France : 5 août 2014

#### Accueil critique
Le magazine Télé-Loisirs note : « L'histoire bouleversante de cette artiste légendaire, riche en images sublimes et en témoignages émouvants ».

#### Lieux de tournage
Parmi les lieux visités par l'émission, on retrouve notamment la Scala de Milan, les Arènes de Vérone, la Villa Erba de Luchino Visconti au bord du lac de Côme,.

#### Liste des principaux intervenants
- David Lelait-Helo - écrivain et biographe
- Ève Ruggieri - journaliste
- Michel de Grèce - ami de Maria Callas
- Franco Zeffirelli - Metteur en scène, ami de Maria Callas
- Jacques Lorcey - biographe
- Catherine Cariou - directrice du patrimoine au musée Van Cleef and Arpels
- Janine Reiss - maître de chant de Maria Callas
- Francine Garino - directrice du musée du théâtre de la Scala
- Hugues Gall - directeur d'opéra, membre de l'Académie des Beaux-Arts
- Valéry Coquant - écrivain et biographe[42],[41]

### L'irrésistible ascension de Madame de Maintenon

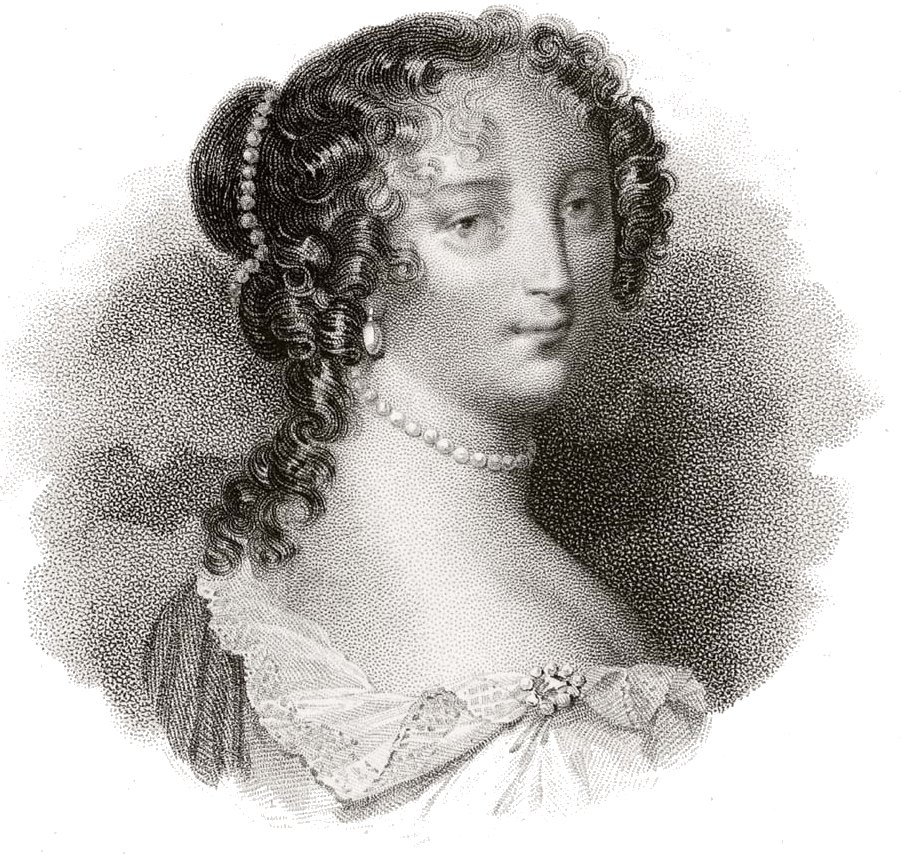
Françoise d'Aubigné, gravure romantique d'après son portrait par Jean Petitot le vieux en 1685.

#### Description
Ce numéro retrace le destin de Françoise d'Aubigné, plus connue sous le nom de Madame de Maintenon, l’épouse secrète du roi Louis XIV de 1683 à 1715,.
L’émission revient sur son enfance dans une famille pauvre et protestante, son mariage à 17 ans avec le poète Paul Scarron, sa nomination en tant que gouvernante des enfants de Louis XIV ainsi que sur sa relation avec le roi de France. Elle met également en lumière son influence politique auprès du roi ainsi que son rôle de fondatrice de l'école de Saint-Cyr, qui fut le premier établissement scolaire réservé aux filles avant de devenir plus tard une école militaire.
Le reportage est entrecoupé de plateaux situés dans des lieux en rapport avec le sujet évoqué comme le château de Maintenon, Versailles et Saint Cyr.

#### Première diffusion
- France : 12 août 2014

#### Accueil critique
Le magazine Télé-Loisirs note : « Enrichie d'anecdotes extraordinaires, une plongée fascinante au cœur des manigances de la cour de Versailles ».

#### Lieux de tournage
Parmi les lieux visités par l'émission, on retrouve notamment le Château de Maintenon, le Château de Versailles et la Maison Royale de Saint-Louis à Saint Cyr,.

#### Liste des principaux intervenants
- Françoise Chandernagor - écrivain
- Jean-Paul Desprat - écrivain
- Simone Bertière - historienne
- Jean-Christian Petitfils - historien
- Joël Cornette - historien
- Alexandre Maral - historien
- Olivier Chaline - historien
- Évelyne Lever - historienne
- Michel de Decker - écrivain
- Françoise Hamel - écrivain[45],[46]

### Les reines de Paris

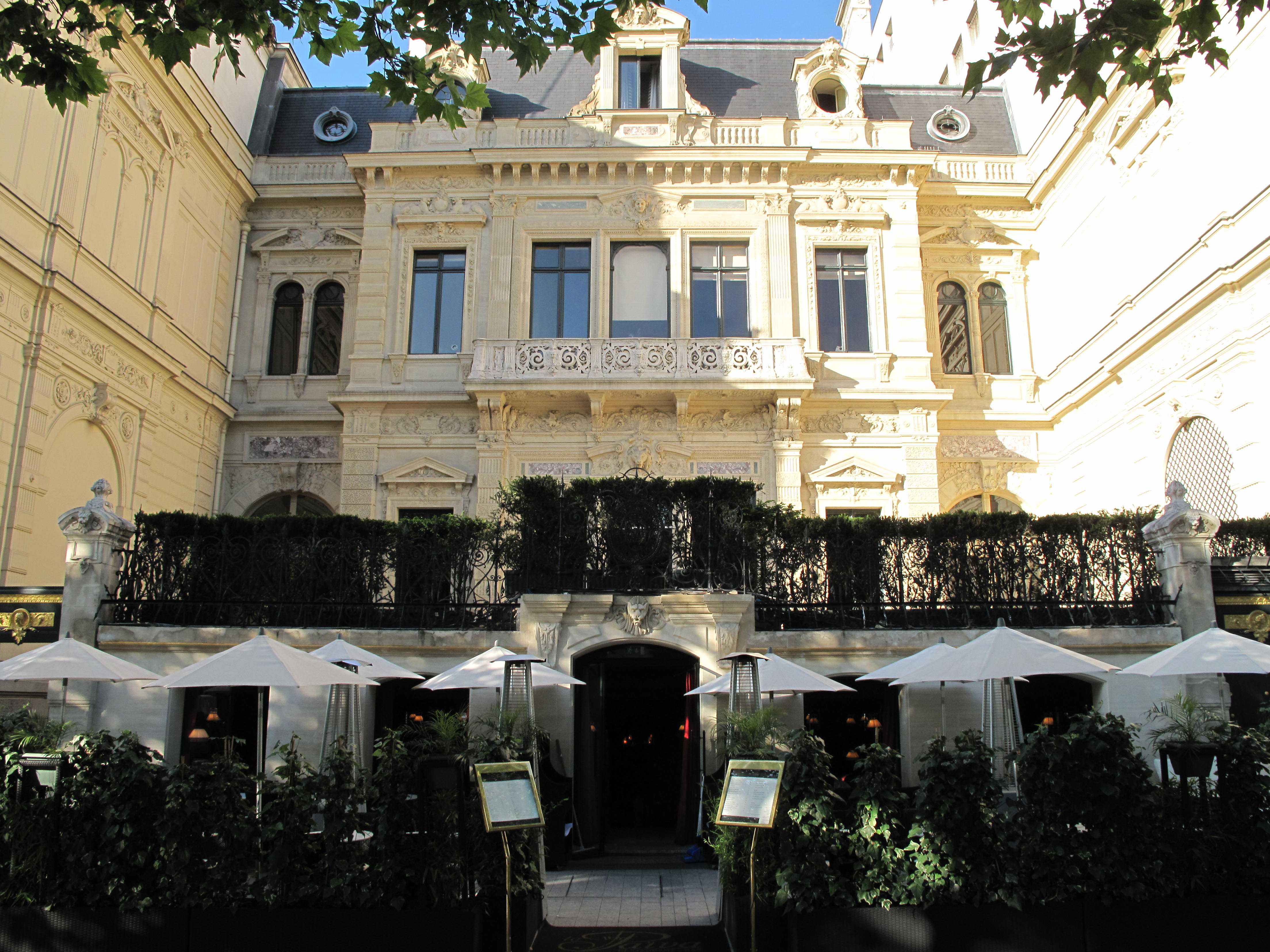
Façade de l'Hôtel de la Païva en juin 2009.

#### Description
Ce numéro dresse le portrait de quatre célèbres courtisanes de la Belle Époque et figures des nuits parisiennes sous le Second Empire et à la Belle époque : Caroline Otero, Liane de Pougy, Esther Lachmann (plus connue sous le nom de La Païva), et Virginia de Castiglione.
Le documentaire raconte notamment comment ces femmes ont réussi à gravir les échelons de la courtisanerie pour devenir des demi-mondaines grâce au soutien de différents protecteurs, leur expertise des mondanités et leur intelligence.
L'émission retrace leurs succès mais aussi les scandales qu'elles ont provoqué, tout en faisant découvrir au téléspectateur leurs châteaux et hôtels particuliers, les principaux lieux de la fête parisienne ainsi que des palais de la Côte d'Azur,.

#### Première diffusion
- France : 19 août 2014

#### Accueil critique
Le magazine Télé-Loisirs note : « Un numéro sulfureux, truffé d'anecdotes très croustillantes sur des scandaleuses à la destinée étonnante ».

#### Lieux de tournage
Parmi les lieux visités par l'émission, on retrouve notamment l'Opéra Garnier, le restaurant Lapérouse, le Petit Palais, des hôtels particuliers comme l'Hôtel de la Païva sur les Champs-Élysées et les palais de la Côte d'Azur,.
Liste des principaux intervenants
- Michel de Decker – écrivain
- Jean Garrigues – historien
- Joëlle Chevé – historienne
- Martine Gasquet – historienne
- Maud Hacker – historienne
- Eric Anceau - historien
- Jean Chalon – écrivain
- Bruno Fuligni – écrivain et historien
- Marie-Hélène Carbonel – biographe
- Catherine Guigon – journaliste et écrivaine
- Yolaine de la Bigne – journaliste
- Nicole Albert - biographe[50]

### De Gaulle, le dernier des géants

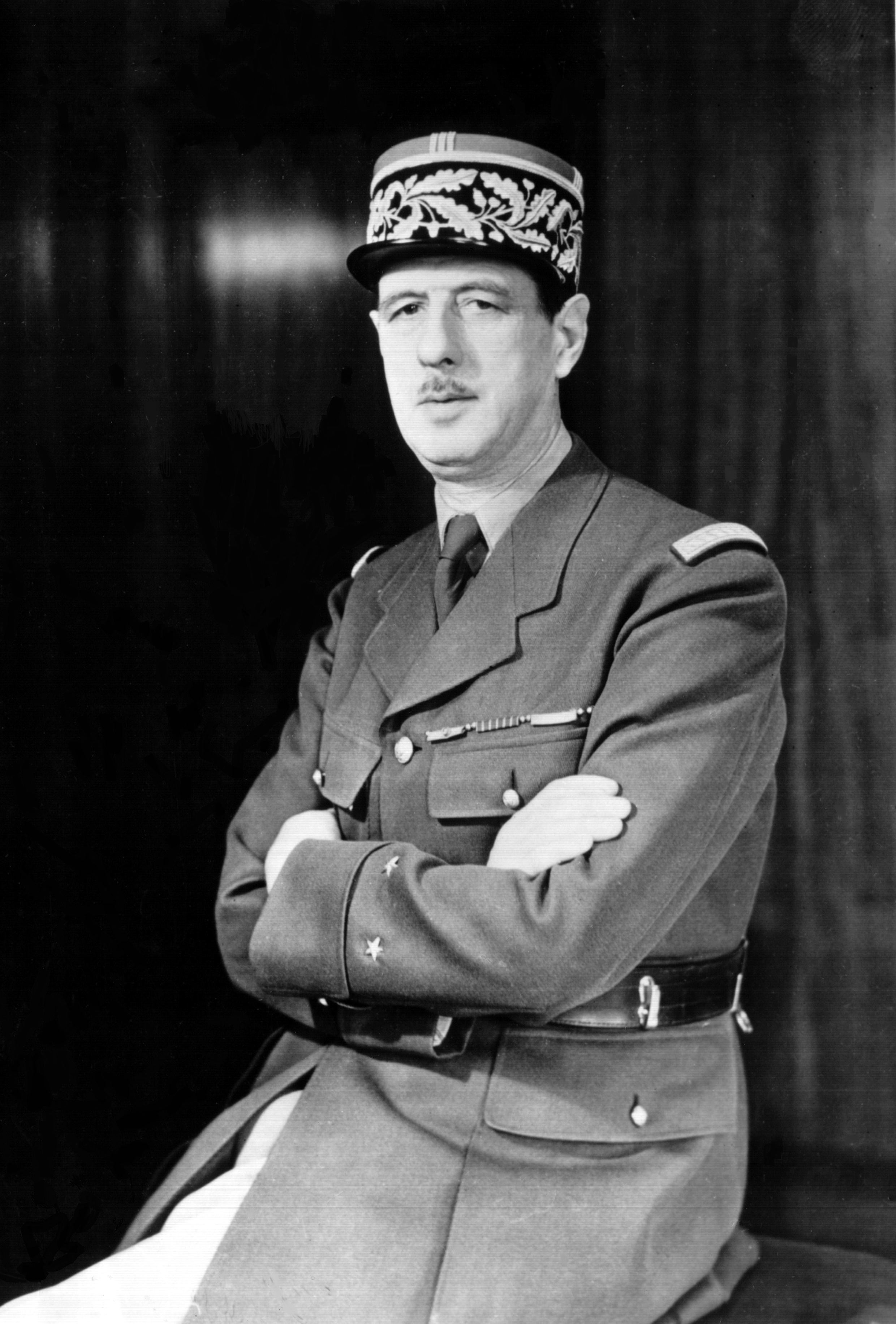
Charles de Gaulle en 1942.

#### Description
Ce numéro retrace le destin de Charles de Gaulle, militaire et homme d'État et français, et figure emblématique de l’Histoire de France au XXe siècle.
L’émission revient sur sa formation de Saint-Cyrien, sa carrière militaire durant la Première puis la Seconde Guerre mondiale, au cours de laquelle il devient le symbole de la France Libre, mais également sur son rôle dans la réconciliation franco-allemande,.
Le reportage dépeint aussi l’homme dans sa vie privée, en insistant sur les relations qu’il entretenait avec son entourage. Une longue séquence est ainsi consacrée à son épouse Yvonne Vendroux, aux lettres qu’ont recueilli les historiens, ainsi qu’à sa maison à Colombey-les-Deux-Églises.

#### Diffusions
- France : 26 août 2014
- France : 15 juin 2020 (rediffusion)[54]

#### Accueil critique
L’hebdomadaire La Vie note : « S'attachant plus à montrer l'individu et son expérience du pouvoir qu'à développer ses théories politiques, le documentaire dresse un portrait en forme d'hommage. Apparaît un homme à la fois rebelle et insoumis, mais aussi soucieux de préserver son havre de paix familial. […] Le documentaire s'arrête aussi longuement sur son expérience du pouvoir, et toutes les embûches de la vie démocratique. […] Construit thématiquement, ce programme peint intelligemment les grands moments de cet homme extraordinaire, sans oublier parfois ses faiblesses ».
De son côté, le magazine Télé-Loisirs note : « Les témoignages permettent de bien cerner cette icône de notre Histoire et de découvrir des lieux qu'il a aimés ».

#### Lieux de tournage
Parmi les lieux visités par l'émission, on retrouve notamment le domaine de La Boisserie à Colombey-les-Deux-Églises, l'Hôtel de Brienne, le Petit Trianon à Versailles, l'École spéciale militaire de Saint-Cyr, la forteresse de Rosenberg en Bavière, et le Mémorial Charles-de-Gaulle,.

#### Liste des principaux intervenants
- Roger Tessier - ancien garde du corps du général de Gaulle
- Pierre-Louis Blanc - ancien conseiller diplomatique du général de Gaulle
- Amiral François Flohic - aide de camp du général de Gaulle
- Jean-Louis Debré - président du Conseil constitutionnel
- François Kersaudy – historien
- Thomas Legrand – journaliste
- Alexandre Duval Stalla - avocat[56],[57]

### La grande-duchesse Charlotte de Luxembourg

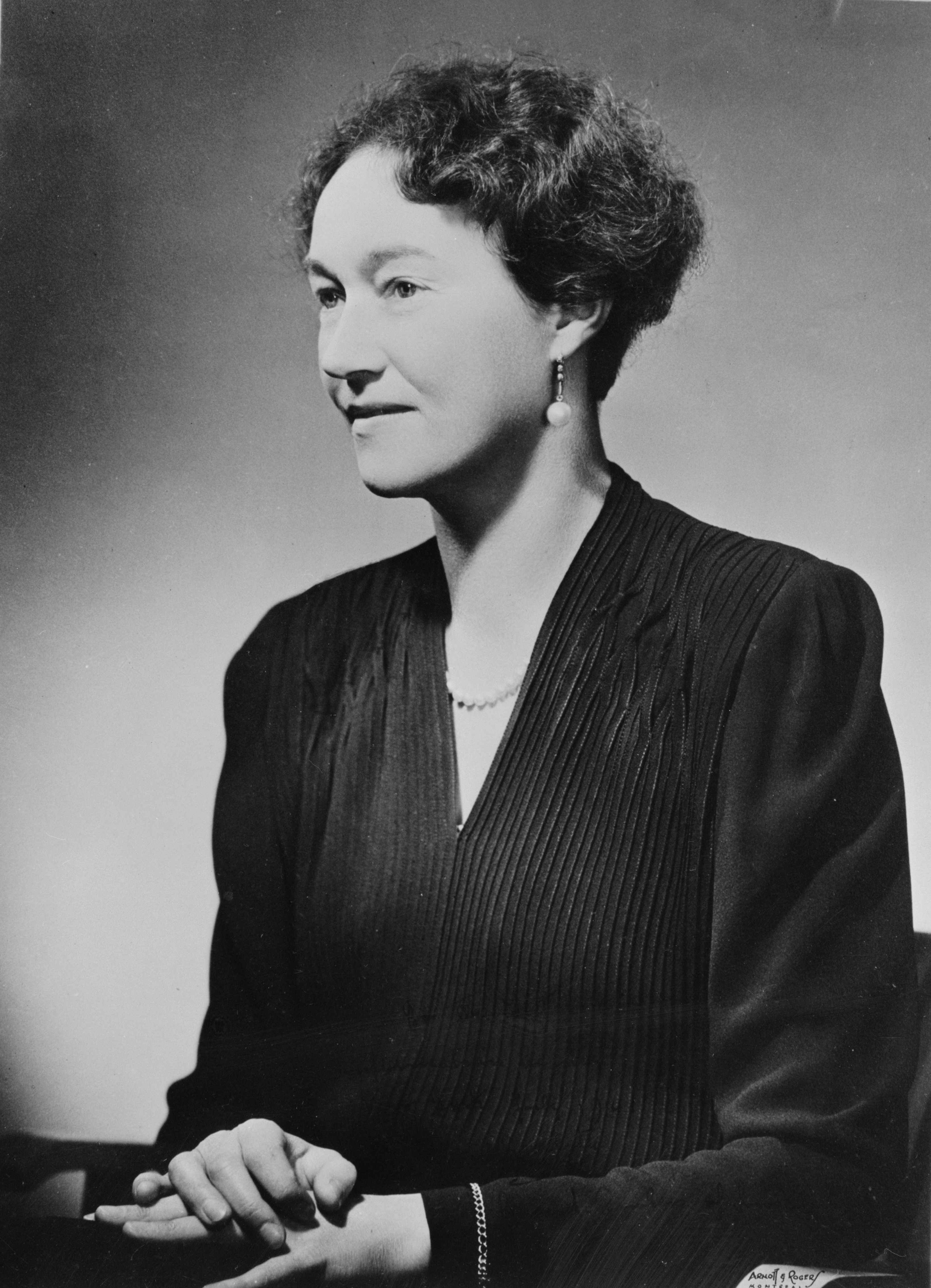
La grande-duchesse Charlotte de Luxembourg au début des années 1940.

#### Description
Ce numéro retrace le destin de la grande duchesse Charlotte de Luxembourg, héroïne de la résistance et symbole de l’indépendance du Luxembourg,.
Le reportage raconte à la fois sa vie familiale et sur son rôle de chef d’État, et notamment sur son amitié avec le président américain Franklin Roosevelt. L’émission raconte également la façon dont elle a transformé le duché en paradis financier, tout en faisant visiter au téléspectateur différents lieux emblématiques de sa vie,.

Interviewé par le Luxemburger Wort à l'occasion du tournage de l'émission, Stéphane Bern déclare : 

« À travers elle, l’idée est de raconter le Luxembourg d’aujourd’hui. C’est-à-dire de montrer cette continuité à travers la famille grand-ducale, entre le Luxembourg d’hier et celui d’aujourd’hui. […] et aussi de rendre hommage à cette grande figure de la résistance qui a incarné le moteur de l’Europe entre 1919 et 1964. »

#### Diffusions
- France : 2 septembre 2014
- France : 23 mai 2015 (rediffusion)[61]

#### Accueil critique
Le magazine Télé-Loisirs note : « Un très bel hommage à cette souveraine qui a assuré la pérennité de la dynastie des Nassau et de son pays ».

#### Lieux de tournage
Parmi les lieux visités par l'émission, on retrouve notamment le Palais grand-ducal, le Château de Fischbach et le château de Colmar-Berg, résidence principale de la famille grand-ducale du Luxembourg,.

#### Liste des principaux intervenants
- Grand Duc Henri de Nassau - Petit-fils de Charlotte de Luxembourg
- Grande Duchesse Maria-Teresa de Nassau
- Grand Duc Jean de Luxembourg - Fils de Charlotte de Luxembourg
- Grand Duc héritier Guillaume de Nassau - arrière-petit-fils de Charlotte de Luxembourg
- Princesse Stéphanie de Nassau - Grande-Duchesse héritière
- Princesse Sophie de Hohenberg - petite fille de Charlotte de Luxembourg
- Prince Charles Henri de Lobkowicz - neveu de Charlotte de Luxembourg
- François Heisbourg - Spécialiste en géopolitique
- Paul Dostert - Historien de la résistance
- Jean-Louis Schlim - historien,
- Gilles Ragache – historien
- Kenneth Mensing – historien
- Claude Wolf - journaliste[65],[66]

### Saint Louis, sur la terre comme au ciel

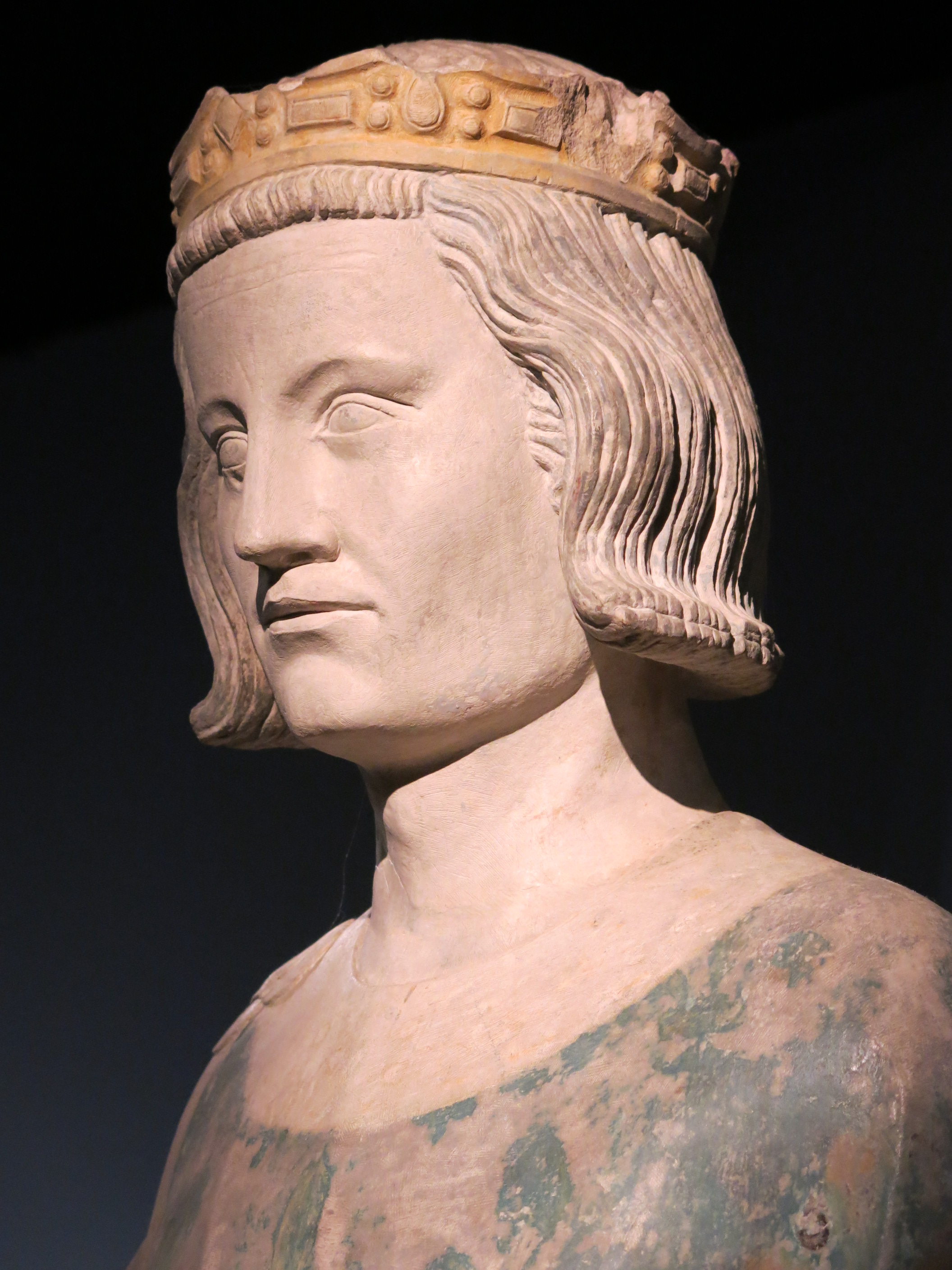
Saint Louis,
statue polychrome,
début du XIVe siècle.

#### Description
À l'occasion du 800e anniversaire de la naissance, ce numéro retrace la vie de Louis IX, surnommé Saint Louis, le seul roi de France à avoir été canonisé, vingt-sept ans après sa mort.
L’émission revient sur sa profonde dévotion qu’il a hérité de sa mère et qui l’a conduite à acheter les reliques de la passion du Christ, sur sa participation à deux croisades successives, la fondation de la ville fortifiée d'Aigues-Mortes, mais également sur les réformes qu’il mena afin de modifier en profondeur les institutions judiciaires du royaume,.

#### Première diffusion
- France : 9 septembre 2014

#### Accueil critique
Le magazine Télé-Loisirs note : « Si le propos frise parfois l'hagiographie - sainteté oblige - il s'avère instructif et tord le cou à certaines idées reçues sur le Moyen Âge ».

#### Lieux de tournage
Parmi les lieux visités par l'émission, on retrouve notamment les remparts de la ville d'Aigues Mortes, l'Abbaye de Royaumont dans l'Oise, la Sainte Chapelle et le Palais de la Cité à Paris, la Cathédrale de Sens et le Musée du Louvre,.

#### Liste des principaux intervenants
- Robert Badinter - ancien Garde des Sceaux
- Vincent Lamanda - premier Président de la Cours de Cassation
- Louis Bériot – biographe
- Pierre-Yves Le Pogam - conservateur au Musée du Louvre
- Catherine Vincent – historienne médiéviste
- Murielle Gaude-Ferragu – historienne
- Yann Potin - historien des Archives Nationales
- Philippe Delorme - journaliste et historien
- Murielle Gaude-Ferragu - historienne
- Emmanuel Litoux - archéologue
- Tariq Ali - historien et écrivain[71],[72]

### Anne de Bretagne, deux fois reine

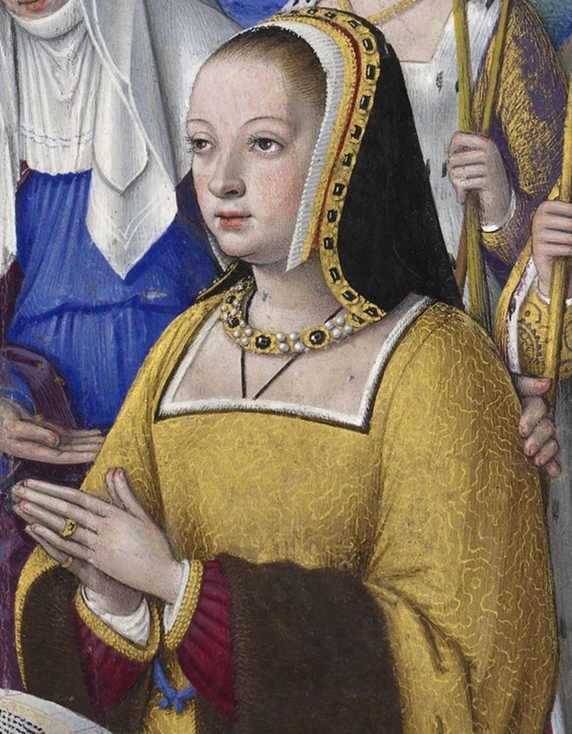
Représentation d'Anne de Bretagne par Jean Bourdichon, détail d'une miniature des Grandes Heures d'Anne de Bretagne, vers 1503-1508, BNF.

#### Description
À l'occasion du 500e anniversaire de sa mort, ce numéro retrace le destin d’Anne de Bretagne, duchesse de Bretagne et seule femme à avoir été sacrée deux fois reine de France.
L’émission retrace les principaux événements de sa vie, notamment son mariage forcé au roi Charles VIII, puis sept ans plus tard au roi Louis XII, la façon dont elle a transformé la cour de France et favorisé un renouveau artistique.
Tout en parcourant les différents lieux de sa vie, le reportage brosse le portrait d’une souveraine intelligente, tenace et raffinée, véritable chef politique, passée maître dans l'art de la diplomatie,.

#### Première diffusion
- France : 14 octobre 2014

#### Accueil critique
Le magazine Télé-Loisirs note : « Un bel hommage à cette grande reine dont les historiens et Stéphane Bern parlent avec exaltation ».

#### Lieux de tournage
Parmi les lieux visités par l'émission, on retrouve notamment le Château des ducs de Bretagne à Nantes, le Château d'Amboise, le Château de Blois, le Château de Langeais et le musée du Moyen Âge de Cluny,
.

#### Liste des principaux intervenants
- Bernard Quillet - historien
- Didier Le Fur - historien
- Mireille Lesage - romancière
- Jean Kerhervé - historien du Moyen âge
- Gonzague Saint Bris - écrivain et journaliste
- Isabelle Bardies Fronty - conservatrice en chef du musée du Moyen âge de Cluny
- Pierre Gilles Girault - conservateur adjoint du Château royal de Blois
- Maxence Hermant - conservateur au service médiéval de la BNF
- Thierry Crépin-Leblond - conservateur général du musée national de la Renaissance
- Agnès Barbier - conservateur en chef du Musée français de la carte à jouer
- Diego Mens - conservateur du patrimoine au Conseil général du Morbihan
- Pierre Chotard - conservateur du patrimoine de la ville de Nantes[76],[77]

### Mazarin, les liaisons dangereuses

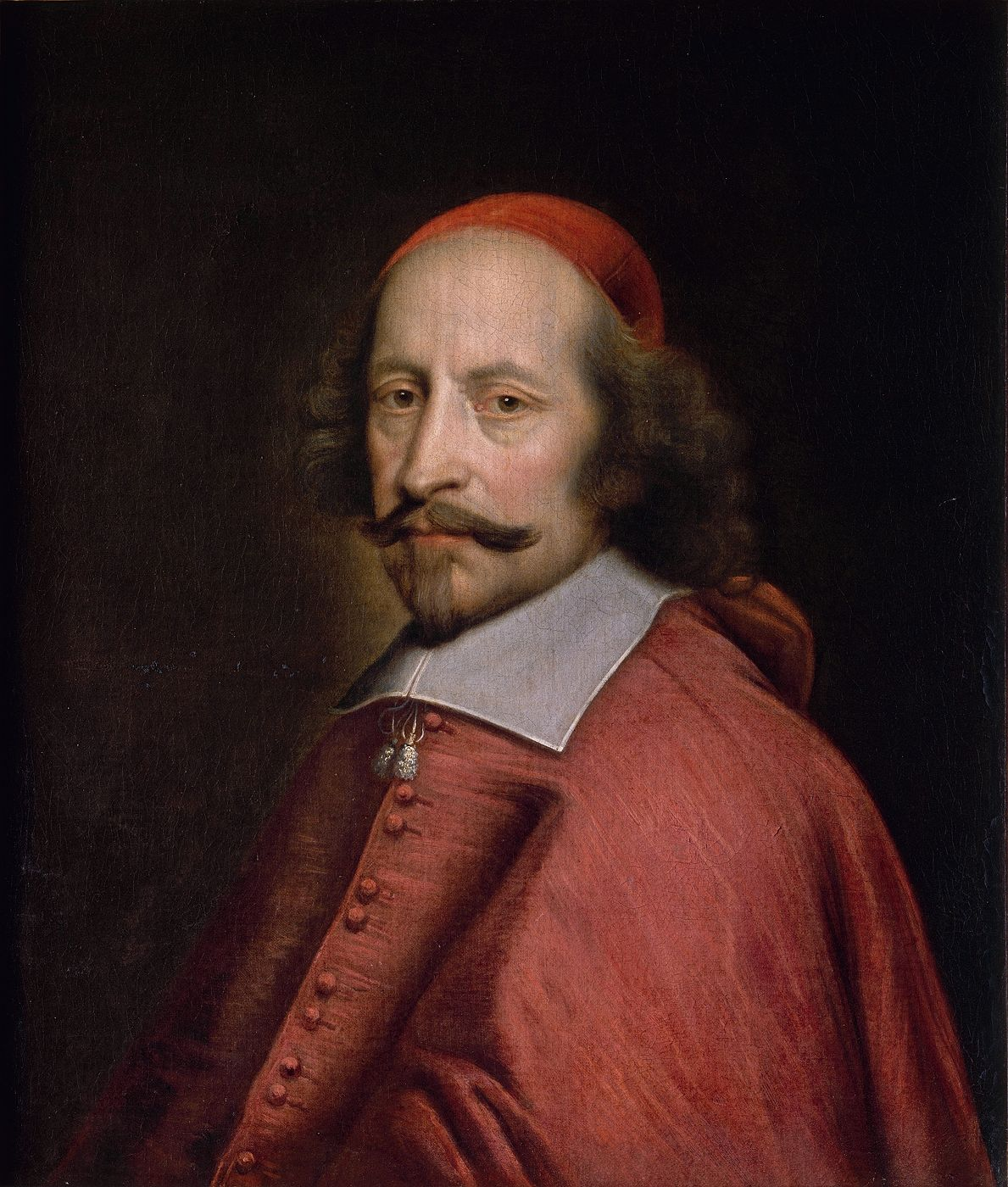
Portrait du cardinal Mazarin,
par l’atelier de Pierre Mignard,
1658-1660, Chantilly, musée Condé.

#### Description
Ce numéro retrace le destin de Jules Mazarin, plus connu sous le nom de cardinal Mazarin, qui fut le principal ministre d'État du royaume de France de 1643 à 1661.
L’émission retrace les grandes étapes de sa vie, son enfance modeste, sa carrière au service du Pape, son influence politique vis-à-vis d'Anne d'Autriche lorsqu'elle assura la régence pour le compte du futur Louis XIV, ainsi que la période de troubles politiques qui frappent le royaume de France durant La Fronde et auxquels il doit faire face.
Le reportage brosse le portrait ambitieux et intelligent, habile diplomate, capable de tirer profit des circonstances et de se rendre indispensable à la cour du royaume de France,.

#### Première diffusion
- France : 21 octobre 2014

#### Accueil critique
Le journal Le Parisien note : « Dans ce numéro inédit, Stéphane Bern revient, pendant deux heures, sur le parcours hors du commun de cet homme, parrain du jeune Louis XIV, diplomate, fin séducteur, mais aussi grand collectionneur d'œuvres d'art. L'émission alterne témoignages d'historiens, extraits de films et visites guidées ».

#### Lieux de tournage
Parmi les lieux visités par l'émission, on retrouve notamment le Palais Colonna, le Palais Barberini, la Bibliothèque Mazarine et le Musée du Louvre,.

#### Liste des principaux intervenants
- Simone Bertière – Biographe
- Gonzague Saint-Bris – Biographe
- Jean-Christian Petitfils – historien
- Joël Cornette – historien
- Évelyne Lever – historienne
- Patrick Michel – historien
- Jean-Luc Martinez - président-directeur du Musée du Louvre
- Alexis Kugel – antiquaire
- Béatrix de l'Aulnoit – biographe
- Philippe Alexandre – biographe
- Michel de Decker – historien
- Olivier Poncet – historien
- Yann Sordet - Directeur de la Bibliothèque Mazarine
- Pierre Bezbakh – historien
- Daniel Dessert - historien[82],[84]
- Aymeric Rouillac - Commissaire priseur
- Vincent Delieuvin - Conservateur au Musée du Louvre
- Françoise Hamel - Écrivain

### La reine Hortense pour le meilleur et pour l'Empire

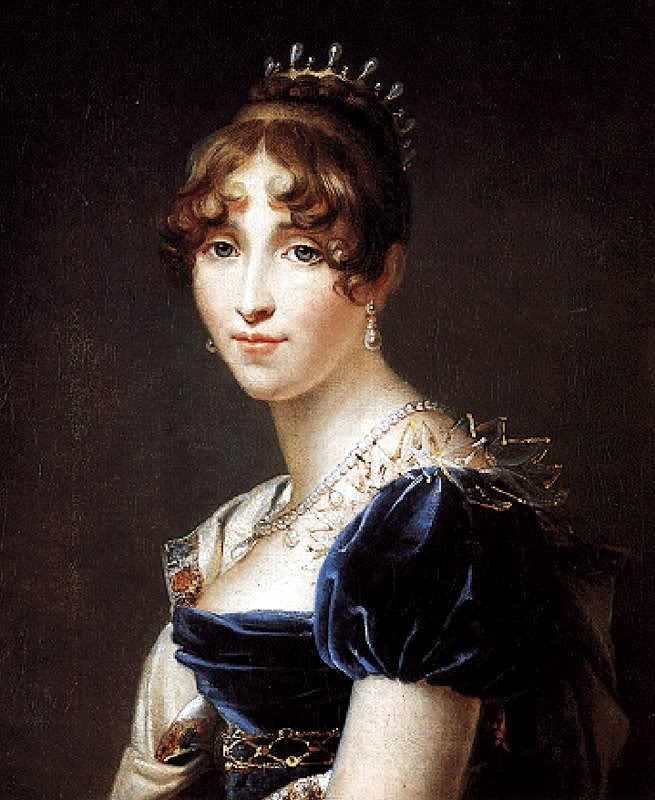
Hortense de Beauharnais par François-Pascal-Simon Gérard

#### Description
Ce numéro retrace le destin d’Hortense de Beauharnais, fille de l'impératrice Joséphine, belle-sœur et belle-fille de Napoléon Ier et reine de Hollande,.
Le reportage retrace son parcours, de son mariage avec le frère de Napoléon, Louis, jusqu'à son exil forcé, en Bavière, en Italie et en Suisse, tout en s’attardant sur les lieux qui ont marqué sa vie, les châteaux de Malmaison et de Fontainebleau ou encore la villa Paolina à Rome,.

#### Première diffusion
- France : 18 novembre 2014

#### Lieux de tournage
Parmi les lieux visités par l'émission, on retrouve notamment les châteaux de Malmaison et Fontainebleau, mais aussi l'Hôtel de Beauharnais à Paris, la Villa Paolina à Rome, et le domaine d'Arenenberg sur les bords du Lac de Constance,.

#### Liste des principaux intervenants
- Jean Tulard – historien
- Thierry Lentz - Directeur de la Fondation Napoléon
- Christophe Pincemaille – historien
- Marie-Hélène Baylac – historienne
- Philippe Séguy – écrivain
- Bernard Chevalier – historien
- Joëlle Chevé – historienne
- Christine Orban – écrivain
- Amaury Lefébure - conservateur Général de la Malmaison
- Claudette Joannis – historienne
- Marie-Pierre Rey – historienne
- Éric Anceau – historien
- Pierre Branda - chef du patrimoine de la Fondation Napoléon[87],[88]

### Jules César ou la gloire de Rome

Vercingétorix dépose les armes aux pieds de Jules César à l’issue du siège d’Alésia. Tableau de Lionel Royer, 1899.

#### Description
Ce numéro retrace le destin de l'un des personnages les plus célèbres de l'histoire, Jules César, homme politique romain et figure marquante de l'Antiquité.
Le reportage emmène le téléspectateur sur les lieux marquants de son parcours, de Rome à Bibracte, dans le Morvan, où Jules César mit fin à la migration des Helvètes au début de la Guerre des Gaules, en passant par Alexandrie, où il rencontra la reine Cléopâtre,.

#### Première diffusion
- France : 25 novembre 2014

#### Accueil critique
Le journal Le Monde note : 

« L’intérêt de cette évocation dans Secrets d'histoire est double. D’abord, on apprécie la juste mesure des jalons chronologiques, qui privilégient l’ascension et les options politiques (plaire au peuple en offrant le pain et les jeux, qui posent une popularité et aident à un cursus exceptionnel) plutôt que les anecdotes à sensation. […] Mais en marge d’évocations bien menées – la question gauloise, la mort de Pompée, l’assassinat du dictateur –, on retiendra surtout le soin rare apporté aux conditions matérielles du temps. […] Des insulae populaires et bruyantes où s’entassent les Romains, des tavernes (popinae) aux latrines où se croisent les citoyens, des loisirs partagés, plus ou moins décents – banquets qui parfois dégénèrent en orgies, scènes de théâtre, amphithéâtre et cirque –, c’est la vie même du temps qui se laisse percevoir ; […] Plus qu’une biographie, une plongée dans un monde en mutation dont le héros écrit l’avenir impérial, par-delà son assassinat. »

De son côté, le magazine Télérama note : « Stéphane Bern rejoue les fastes et les intrigues de la Rome antique et parcourt les lieux où s'est déroulée la grande épopée de César, un des personnages les plus célèbres de l'histoire universelle. Il retrace les événements, de la guerre des Gaules à l'assassinat de César, en passant par sa rencontre décisive avec Cléopâtre ».

#### Lieux de tournage
Parmi les lieux visités par l'émission, on retrouve notamment les lieux où s'est déroulée la Guerre des Gaules, comme les sites archéologique de Bibracte et d'Alésia,.

#### Liste des principaux intervenants
- Claude Aziza - latiniste
- Luc Long - archéologue
- Danielle Porte - historienne
- Paul Marius Martin - historien
- Jean Louis Voisin - historien
- Jean Noël Robert - historien
- Evelyne Bukowiecki - archéologue
- Virginie Girod - historienne
- Maurice Sartre - historien
- Filippo Caorelli - archéologue
- Clément Chillet - historien
- Jean Pierre Brun - archéologue
- Yann Le Bohec - historien
- Anne Flouest - archéologue
- Luciano Canfora - historien
- Franck Ferrand - historien
- Irène Frain - écrivaine[92],[93]

## Diffusion
En 2014, les émissions durent plus d'une heure et demie, à l'exception de 3 numéros : celui sur Danton qui dure environ 45 minutes, celui sur Maria Callas qui dure environ 1 heure et celui sur Saint Louis qui dure 1 heure 20.
La grande majorité des émissions est diffusée sur France 2 en première partie de soirée, à l'exception de celle sur François-Ferdinand d'Autriche qui est diffusée à 16h30 dans le cadre des commémorations du centenaire de la Première Guerre mondiale.

## Audiences
En termes d'audiences, le numéro consacré aux résidences du pouvoir permet à l'émission d'obtenir son meilleur score de la saison (3,63 millions de téléspectateurs),. Avec 16,8% de part d'audience, il s'agit par ailleurs du record de l'émission en part d’audience depuis août 2013.
Inversement, le numéro consacré à François-Ferdinand d'Autriche obtient un résultat mitigé, n'attirant que 900 000 téléspectateurs (audience la plus faible de la saison).
| Rang | Première diffusion | Titre                                                  | Description | Nombre de téléspectateurs | Part d'audience |
| ---- | ------------------ | ------------------------------------------------------ | --- | ------------------------- | --------------- |
| 1    | 25 février 2014    | Nicolas II : le dernier tsar de Russie                 | Portrait de Nicolas II, à l'occasion des 400 ans d'histoire de la dynastie des Romanov.                                            | 3 625 000                 | 14,3%           |
| 2    | 28 juin 2014       | François-Ferdinand ou la fin du monde                  | Portrait de François-Ferdinand d'Autriche, à l'occasion du centenaire de son assassinat, qui provoqua la Première Guerre mondiale. | 900 000                   | 9%              |
| 3    | 14 juillet 2014    | Danton : aux armes citoyens !                          | Portrait de Georges Jacques Danton.                                                                                                | 2 863 000                 | 13,9%           |
| 4    | 15 juillet 2014    | Vacances royales...                                    | Portrait des résidences du pouvoir : le Fort de Brégançon, Castel Gandolfo et le Château de Balmoral.                              | 3 628 000                 | 16,8%           |
| 5    | 22 juillet 2014    | La Pompadour ou le roi amoureux                        | Portrait de la marquise de Pompadour, maîtresse de Louis XV.                                                                       | 3 428 000                 | 16,1%           |
| 6    | 29 juillet 2014    | Agnès Sorel, première des favorites                    | Portrait d'Agnès Sorel, maîtresse de Charles VII.                                                                                  | 3 428 000                 | 15,6%           |
| 7    | 5 août 2014        | Gloire et douleurs de Maria Callas                     | Portrait de Maria Callas. | 2 375 000                 | 11,7%           |
| 8    | 12 août 2014       | L'irrésistible ascension de Madame de Maintenon        | Portrait de Madame de Maintenon, maîtresse puis épouse morganatique de Louis XIV.                                                  | 3 149 000                 | 16%             |
| 9    | 19 août 2014       | Les reines de Paris                                    | Portraits de La Castiglione, La Païva, Caroline Otero, Liane de Pougy.                                                             | 2 907 000                 | 14,2%           |
| 10   | 26 août 2014       | De Gaulle, le dernier des géants                       | Portrait de Charles de Gaulle, à l'occasion des 70 ans de la Libération de Paris.                                                  | 3 450 000                 | 14.8%           |
| 11   | 2 septembre 2014   | La grande-duchesse Charlotte de Luxembourg             | Portrait de Charlotte de Luxembourg.                                                                                               | 2 800 000                 | 11,6%           |
| 12   | 9 septembre 2014   | Saint Louis, sur la terre comme au ciel                | Portrait de Louis IX dit Saint Louis, à l'occasion du 800e anniversaire de sa naissance.                                           | 3 281 000                 | 13,7%           |
| 13   | 14 octobre 2014    | Anne de Bretagne, deux fois reine                      | Portrait d'Anne de Bretagne à l'occasion du 500e anniversaire de sa disparition.                                                   | 3 419 000                 | 13,7            |
| 14   | 21 octobre 2014    | Mazarin, les liaisons dangereuses                      | Portrait du cardinal de Mazarin.                                                                                                   | 3 177 000                 | 12,1%           |
| 15   | 18 novembre 2014   | La reine Hortense pour le meilleur et pour l'Empire... | Portrait d'Hortense de Beauharnais.                                                                                                | 3 080 000                 | 11,9%           |
| 16   | 25 novembre 2014   | Jules César ou la gloire de Rome                       | Portrait de Jules César. | 3 179 000                 | 11.7%           |

Légende :
- Meilleurs scores de la saison.
- Moins bons scores de la saison.